# ダニエル・デボンシャー
ダニエル・デボンシャー（Daniel Devonshire, 1992年3月30日 - ）は、ニュージーランド出身の元プロ野球選手（一塁手）。

## 経歴
ニュージーランドのオークランド近郊で生まれる。より高いレベルで野球をプレーするため、高校からアメリカ合衆国のカンザス州へ渡った。コルビー・コミュニティカレッジ出身。
2012年のMLBドラフト37巡目（全体1135位）でトロント・ブルージェイズから指名を受けプロ入り。ニュージーランド出身の選手では史上3人目のドラフト指名だった。この年は、傘下ルーキーリーグのガルフ・コースト・リーグ・ブルージェイズで11試合に出場し、打率.148、0本塁打、1打点の成績だった。11月には台湾で開催された第3回WBC予選のニュージーランド代表に選ばれた。
2013年は、傘下ルーキーリーグのガルフ・コースト・リーグ・ブルージェイズで21試合に出場し、打率.154、0本塁打、4打点の成績だった。10月10日に自由契約となった。

## 選手としての特徴
- 元々は捕手だったものの、打力に磨きをかけるために一塁手に転向している。